# Alicia Goyena
Alicia Goyena Wetzstein (22 de enero de 1897, Montevideo-6 de junio de 1977, Montevideo) fue una docente uruguaya y directora del Instituto Batlle y Ordóñez, Sección Femenina de Enseñanza Secundaria. Trabajó en el diseño del proyecto educativo de su instituto y fue promotora del ideal pedagógico que  el liceo femenino sustentó, en el escenario de la educación secundaria y superior de la década de los años 1940 en Uruguay.

## Carrera
Nació en Montevideo el 22 de enero de 1897, proveniente de una familia de clase media que estimuló desde su niñez el acceso a la cultura y motivó su decisión de cursar estudios superiores, en un país donde a principios del siglo XX no era habitual que las mujeres optaran por la educación universitaria.
En 1918 asumió el cargo de docente de Historia Nacional y Americana del Liceo Femenino -"la femenina"-, ubicado en ese entonces en la intersección  de las calles Soriano y Paraguay.
Posteriormente, en 1922 la profesora Goyena pasó a formar parte de la cátedra de literatura del instituto, en reemplazo y sucesión de María Eugenia Vaz Ferreira, quien la propuso como sustituta.
Desde su posición docente, Goyena fue defensora de la Educación Secundaria no solamente como promotora cultural e integral del educando, sino como gestora de la estructura de su personalidad y del desarrollo de las capacidades del individuo. En uno de los artículos que escribió para la Revista Ensayos, argumenta:

"Enseñanza Secundaria trabaja principalmente sobre las aristas nacientes de un núcleo interior no bien definido. Profesor que enseña, aprendiendo, antiguo alumno se ha dicho, lo que en cierto modo conviene a todo maestro... Enseñar aprendiendo, investigar junto al alumno, a título de ejemplo y escuela de acción, de trabajo y aptitudes con absoluta sinceridad para sus propios errores, falsas vías o fracasos. Saber dudar: la seguridad dogmática y la suficiencia llegan a producir deformaciones aún de alcance moral. Permanecer en contacto con la vida... promover la educación del carácter. Todo esto como un fin: la personalidad como coronamiento de la promoción individual y el ensayo de sí mismo." 

El 13 de julio de 1939, se reinaugura la sede del liceo femenino en la Avenida Libertador Lavalleja y Venezuela, donde actualmente funciona el Instituto de Profesores Artigas. En 1944 y bajo el nombre de Instituto Batlle y Ordóñez, asume la dirección de dicho centro educativo.
Goyena alternaba sus labores como directora, con la docencia directa, la cual no dejó de dictar, manteniendo su cátedra por un extenso período de tiempo.
El acto de designación fue realizado en el Teatro Solís, donde la recientemente nombrada directora pronunció un discurso que marcaría su ideario pedagógico, enfatizando el rol del liceo femenino en la educación de las mujeres:

"Debemos ofrecer a las jóvenes un ambiente culto, agradable y ordenado, pequeño mundo donde se complete su crecimiento con el dominio de sí mismas y se las prepare para la vida con natural confianza, sin las tensiones ni inhibiciones que la preponderancia de elementos opuestos puede originar; diferenciar la enseñanza aquí impartida sin restarle el alcance intelectual en que reside tan valiosos agente de promoción espiritual para todo ser humano. Diferenciarla no sólo por la incorporación de varias asignaturas o de planes especiales que propendan a la acción y a la vida, sino por la modalidad inherente a toda ella que ante seres indistintamente dotados debe proponerse finalidades, seguir procedimientos, emplear reactivos y escalas adecuadas.
La mujer es más inclinada a la cultura que al proceso de invención intelectual, ofrece natural resistencia a confiar su interioridad, a competir y a exteriorizar el caudal que bajo el fuerte llamado de su vida afectiva reserva casi religiosamente para los seres más allegados.
Estímulos no alcanzan a imponer un cambio hiriente de idiosincrasia contraria a la más pura esencia de ese espíritu que limita su actuación pública y las manifestaciones pasajeras que enriquecen el huerto interior adquiriendo siempre para dar y perfeccionándose silenciosamente para el enriquecimiento de los demás. Labor sutil e incansable propia de los padres y maestros de las que aladas figuras han sembrado sutiles ejemplos." 

## El contexto de la educación femenina
La profesora Goyena se dedicó a la Institución enfocando la labor docente a las necesidades educativas de las mujeres que accedían a la educación preparatoria, hecho poco común en la sociedad uruguaya de los primeros años del siglo XX.
El primer registro de solicitud para rendir exámenes, data de 1879,  cuando la joven Luisa Domínguez se dirigió al Rectorado de la Universidad, en ese entonces a cargo de Alejandro Magariños Cervantes, con la finalidad de rendir en calidad de libre los exámenes de asignaturas de Enseñanza Secundaria. La nota contenía la siguiente petición:

"…vengo a solicitar se me conceda lo siguiente:
Examen de 1° y 2° año de filosofía.
Examen de primer año de matemáticas".
"Que el acto del examen de ambas asignaturas sea privado, atendiendo a las circunstancias que dejo expuestas en el final del preámbulo...si la aspiración noble  de ser útil a la humanidad y a la familia, no se encarna sólo en el hombre, yo, en mi humilde esfera, quiero contribuir también con las escasas luces de mi limitada inteligencia,  al movimiento del progreso que se observa en nuestro siglo. Para conseguir tales propósitos me he decidido, con la venia y beneplácito de mis señores padres, a solicitar examen de las primeras materias que han de iniciarme en la carrera majestuosa de las ciencias. Si es o no legítima mi aspiración, lo va a decidir el Honorable Consejo, en la sabia y justa resolución, que espero merecer...colocándose la piedra fundamental del edificio, a cuya construcción deben concurrir todos los elementos de mi sexo que sobreponiéndose a las falsas preocupaciones del pasado, y emancipándose de las vanidades de los pueblos no educados, harán la felicidad del porvenir de nuestra República".

La nota fue respondida por el doctor Antonio E. Vigil, quien representando al Consejo de la Universidad, expone en su carta:

"Lejos de la idea de oponer la menor traba, cree la Comisión, interpretando aquel cuerpo legal, que la resolución del Honorable Consejo debe inspirarse en el espíritu de la mayor franquicia en el caso actual ya por ser el primero, ya porque cualquier favor en ese sentido ha de estimular, seguramente, al sexo femenino a seguir en la senda que la Señorita Domínguez es la primera en trazarla entre nosotros".

Hacer cocido y hacer calcetas: la olla y la aguja: he ahí el horizonte obligado de nuestras mujeres, cualquiera sea su posición social, sus tendencias y aptitudes...justo es romper de una vez por todas con esas preocupaciones trasnochadas. Iniciar a la mujer en las carreras literarias y científicas, como lo están ya en la enseñanza elemental, es completar la obra civilizadora de nuestro siglo. Si la obra de Laboulaye es un sueño, la Comisión prefiere seguir soñando con él y con los pensadores de su talla, antes que recordarse a la brutalidad del hecho: a la ignorancia; herencia obligada de la mujer".

La primera escuela primaria para niñas en Uruguay, había sido inaugurada en 1795.  En 1882, María Stagnero de Munar fundó el  Instituto Normal para Señoritas, institución a la que solamente concurrían mujeres y con la única finalidad de formar maestras de educación primaria, profesión que en ese entonces no generaba grandes dificultades al integrar a las jóvenes al mercado laboral y profesional.
En 1905, Luis Alberto de Herrera argumentó en reiteradas oportunidades a favor de la educación femenina en sus artículos “Desde Washington". Allí analizaba el beneficio que constituía el integrar a las mujeres a la educación, siguiendo el modelo  estadounidense. En 1911, de ochocientos alumnos que cursaban educación secundaria en Uruguay, setecientos cincuenta eran varones.
Es de esta forma que José Batlle y Ordóñez presenta al Parlamento un Proyecto de Ley para crear la Sección Femenina de Enseñanza Secundaria y Preparatoria, también conocida como Universidad de Mujeres.
El Proyecto de Ley sustentaba el siguiente argumento:

”Es muy escasa la concurrencia de mujeres a la Universidad por prejuicios que deben combatirse mediante la fundación de una sección especial que abra a la mujer nuevos horizontes… No se trata de separar a los dos sexos, sino de reconocer un hecho que, justificable o no, impide que la mujer adquiera la misma cultura que el hombre...contribuir así con más eficacia a la difusión de la cultura en todas las clases sociales, especialmente en las menos afortunadas y entrar a la lucha por la vida en condiciones menos desventajosas que las actuales”.

Es así como se inicia el debate en el Parlamento Uruguayo acerca de la pertinencia de crear esta sección de enseñanza dirigida a señoritas. Una de la mayores preocupaciones consistió en mantener la educación femenina separada físicamente de la que recibían los varones, en instituciones donde no tuvieran contacto y donde al mismo tiempo se considerara la diferencia de los sexos a la hora de seleccionar los contenidos educativos.
Algunos parlamentarios se consideraron opositores al proyecto, entre ellos, Antonio Zorrilla quien sostuvo:

“¿Prepararlas para la lucha por la vida -como dice el mensaje del Poder Ejecutivo- no será prepararlas y darles una educación superior para que luchen con el hombre?; ¿Crearle horizontes de agitación, no será crear en nuestro país, quizás, la mujer sufragista?...porque me parece que la mujer ilustrada de esa manera, ha de aspirar a derechos políticos y civiles en una democracia de igualdad y de trabajo”.

Del mismo modo, el Dr. Luis Melián Lafinur argumentó:

“...aunque sea muy útil tener ciudadanas ilustradas, lo que necesitamos nosotros son ciudadanos...”.

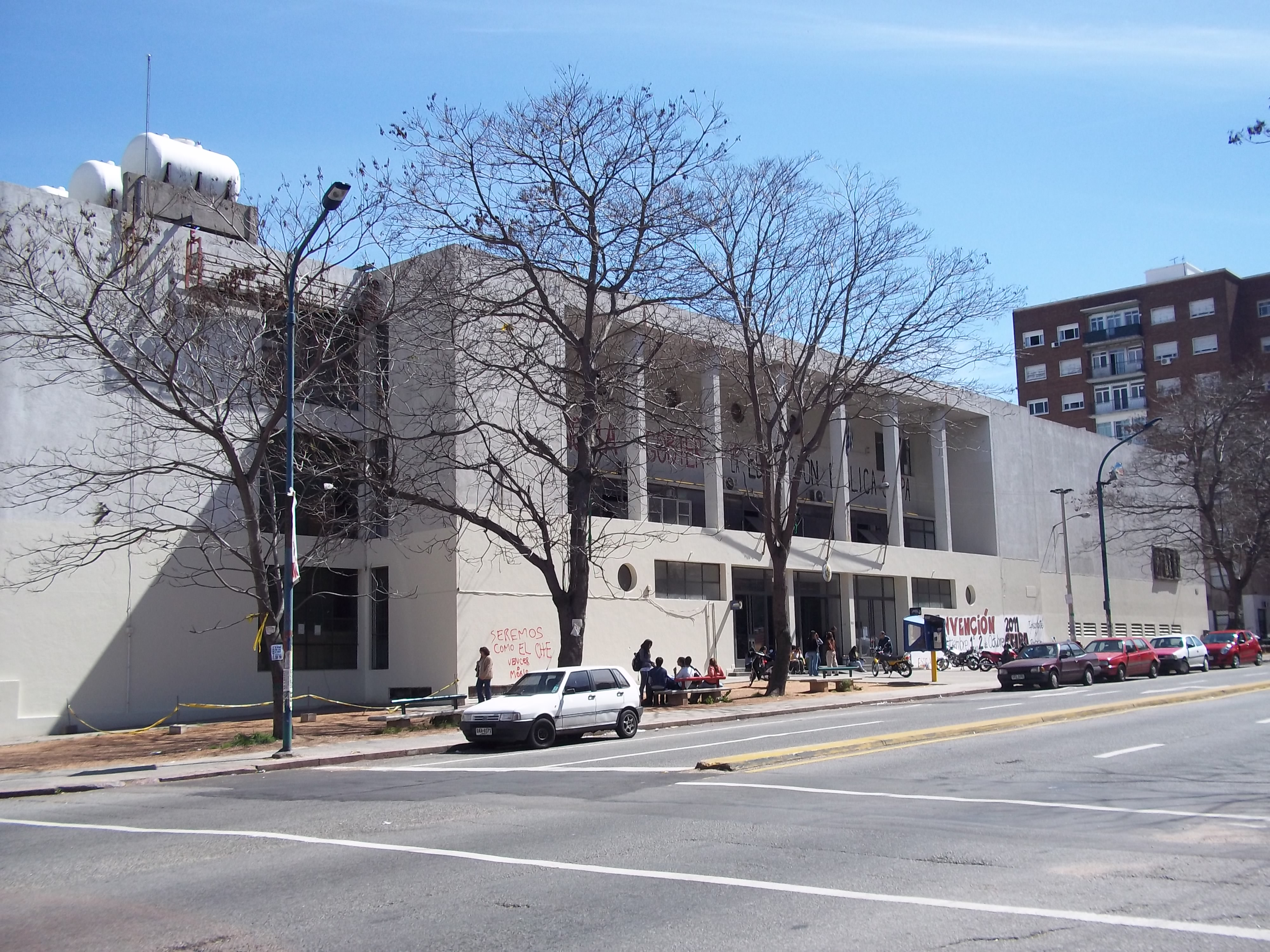
Segunda sede del Instituto Batlle y Ordóñez, actual Instituto de Profesores Artigas

Ante la iminente fundación de una Institución que no contaba con antecedentes en el Uruguay, se presentaba un problema a resolver y que consistía en su dirección y administración. El Parlamento, desconsideró desde un principio el dar participación a la Universidad en el nuevo desafío, la cual ya estaba al frente de la Sección Secundaria y Preparatoria:

“...demasiado tienen ya con los varones para encargarse también de  la grave cuestión de la educación de las señoritas.."

Existió de todos modos, una amplia coincidencia entre los legisladores, en lo referente a las características de la persona que estuviera a cargo del empredimiento. Debía ser una mujer ilustre, con elevadas condiciones intelectuales y excelente actuación en Enseñanza Secundaria, conocedora de la psicología femenina y con probadas virtudes morales.

## La dirección del Instituto Femenino
A partir de 1913, año en que comienza la experiencia del Liceo Femenino, fueron varias las mujeres que tuvieron la encargatura del Instituto. Clotilde Luisi actuó como Decana y María Eugenia Vaz Ferreira, fue Secretaría del centro educativo para señoritas.
En 1944, Alicia Goyena es nombrada directora del Instituto y una de sus preocupaciones centrales radicó en extender la oferta curricular que el centro brindaba y además, transformarlo en un agente de difusor de cultura para las mujeres.
Sostenía que muchas estudiantes no aprobaban los cursos pues estaban afanadas en las obligaciones domésticas y el cuidado de hermanos menores.
En pedagógico, argumentó a favor del  "enseñar aprendiendo" e "investigar junto al alumno", como actitudes ante el conocimiento.
Fomentó la curiosidad y el saber como construcciones perfectibles, abiertas al cuestionamiento por parte del estudiante, el cual integra el conocimiento a su vida y llega a él a través de la duda.
Solía donar libros procedentes de su biblioteca personal, volúmenes de arte, ciencia, literatura, filosofía,  y cultura general, dejándolos en la biblioteca del Instituto para usufructo de alumnas y docentes.
La casa donde vivió y que llegó a adquirir, ubicada en la calle Pablo de María 1079 es en la actualidad propiedad del Consejo de Enseñanza Secundaria y sede de la Cátedra Alicia Goyena, lugar donde se desarrollan actividades académicas y muestras de arte.
|                                                                     |
| Fachada de la casa de Alicia Goyena, sede de la Cátedra desde 1986. |

|                      |
| Placa de la entrada. |

|                                                                         |
| Placa de bronce grabada en una de las bibliotecas que le pertenecieron. |

|                                                    |
| Sillones originales del despacho de Alicia Goyena. |

|                                                    |
| El escritorio conservado en la sede de la Cátedra. |

## Homenajes y reconocimientos
El 19 de noviembre de 1969, luego de veinticinco años al frente de la dirección del Instituto Batlle y Ordóñez, Alicia Goyena recibe un homenaje por parte de miembros de la comunidad educativa de la Institución: docentes, alumnas y exalumnas, padres.
|                                                                        |
| Reconocimiento otorgado por la Organización de los Estados Americanos. |

## El final de su carrera
En noviembre de 1976, recibe en un comunicado enviado a través de la correspondencia del Instituto, el cese definitivo de su labor como directora. En la misma nota, se le notifica que en el Instituto que dirigía hasta el momento se instalarán el Instituto Normal N°1, el Instituto de Profesores Artigas y el Instituto Magisterial Superior, pasándose a llamar INADO (Instituto Nacional de Docencia), por orden del gobierno de facto que desde 1973 estaba en el poder.
Alicia Goyena a los setenta y nueve años de edad, fue cesada por el CONAE (Consejo Nacional de Enseñanza Primaria), junto a cuarenta docentes de trayectoria.
Permaneció en su cargo hasta el 22 de enero, día en que fue sacada del Instituto por un grupo de militares a cargo del plan de expulsión. De esta manera retorna a su casa en la calle Pablo de María, donde transcurrieron sus últimos seis meses de vida.
Falleció el  6 de junio de 1977 y su concurrido cortejo fúnebre fue autorizado por la dictadura militar uruguaya, la cual no promovía ni permitía actos multitudinarios.
Sus restos fueron trasladados a pie hasta el Cementerio Británico de Montevideo por sus alumnas y colegas. Se entonaron el Himno Nacional, el Himno del Instituto Batlle y Ordóñez, y las estudiantes cubrieron su féretro con el Pabellón Nacional.